# Strelcy
Střelci respektive v transliteraci z ruštiny strělcy (rusky стрельцы) byl zvláštní vojenský oddíl ruské carské armády vyzbrojený střelnými zbraněmi.  

## Charakteristika
Jednotku střelců založil ve 30. nebo 40. letech 16. století ruský car Ivan IV. Hrozný z oddílů arkebuzírů z doby panování knížete Vasilije III.
První oddíl střelců čítal asi 3000 mužů, především z řad bojarských a šlechtických synů. Byli přísně uniformovaní, vyzbrojení jednoduchými dlouhými puškami - arkebuzami, srpovými sekerami a meči. V boji byly jednotky střelců obvykle statické, protože se od nich očekávalo, že budou poskytovat neustálou palbu ze zálohy. 
Ivan IV. je úspěšně použil ve válkách proti Tatarům při dobývání Kazaně a Astrachaně v polovině 16. století. Ve válkách proti vojensky rozvinutějším protivníkům, jako byli Poláci nebo Švédové, však tyto oddíly, stejně jako další složky carské armády, nebyly tolik efektivní.
Oddíly střelců byly po roce 1681 reorganizovány do pluků, které se dělily na setniny (stovky) a desátky (desítky). Žold byl vyplácen v hotovosti, ale i ve formě stravy. Střelci mohli být jezdci, ale většinou sloužili jako pěchota.
Dále byli rozděleni na část těch, kteří bydleli a sloužili v Moskvě, a další, kteří byli rozmístěni v provinčních městech. V Moskvě sloužili lukostřelci jako carská garda a současně plnili funkci policie a hasičů.
V průběhu 17. století se střelci stali dědičnou kastou a jejich vojenský význam slábl kvůli dalším vojenským reformám, které se inspirovaly západoevropskými vzory. Přesto určitý politický vliv moskevské posádky zůstal. Ovšem za organizaci povstání proti Petrovi I. Velikému v roce 1698 byli vůdci povstání popraveni a jednotka byla rozpuštěna. 
Střelci byli dále postupně začleňováni do pravidelných oddílů a na počátku 18. století jako jednotka zanikli.